# Museum Klok & Peel
Museum Klok & Peel in Asten is een museum met twee collecties. Het toont de grootste collectie klokken en beiaards ter wereld. En het toont de natuur- en cultuurhistorie van de Peel, de regio op de grens van Noord-Brabant en Limburg waar Asten zich bevindt.

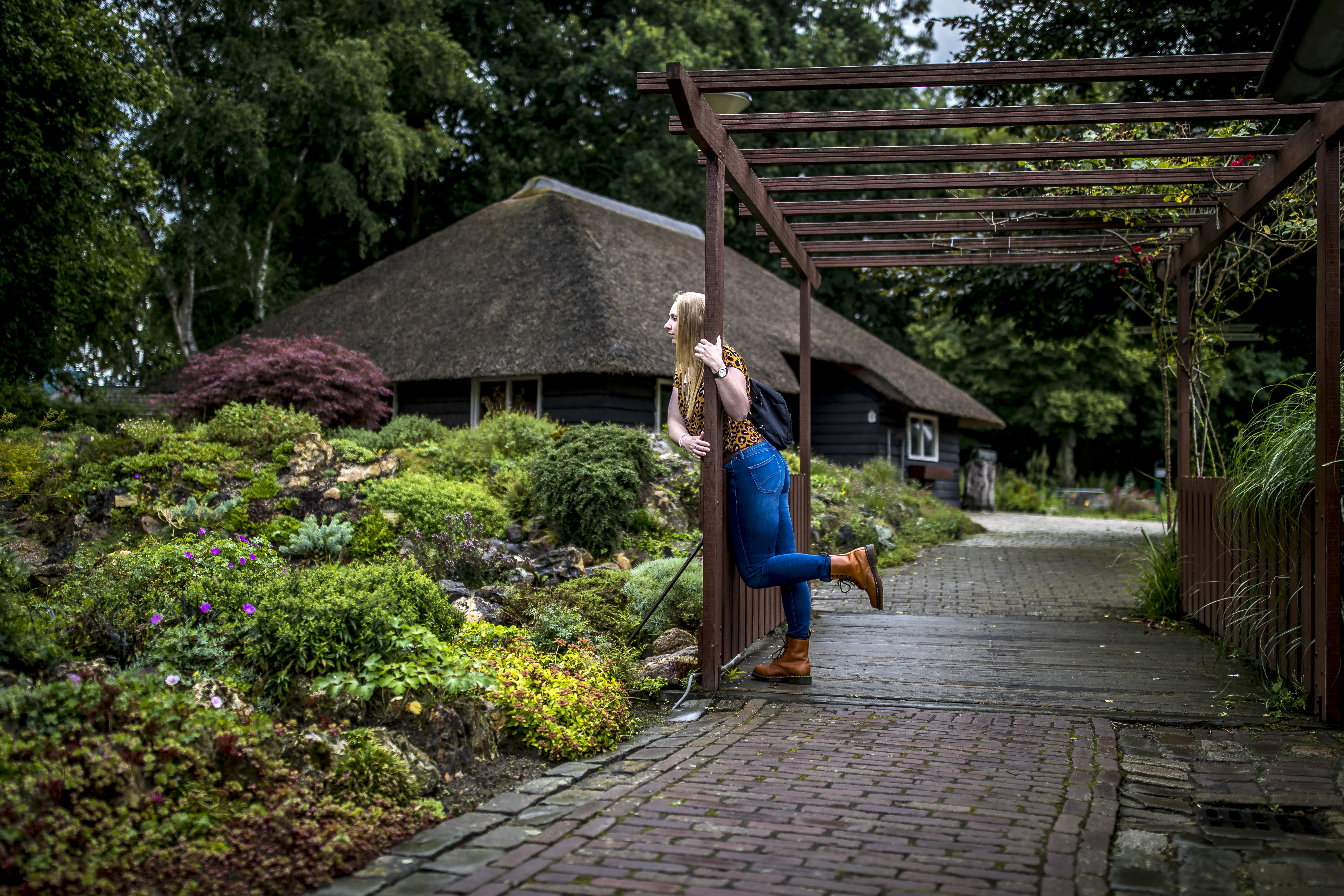
Museumtuin

Buiten het museum komen beide collecties in de kruidentuin en klankentuin samen. Nog vóór de binnenkomst is een klokkenspel te horen vanuit de museumtuin.

## Klokken en beiaarden
Een belangrijk deel van het museum is gewijd aan klokken en beiaarden. Het museum bezit de grootste collectie klokken ter wereld. In het museum wordt ook aandacht besteed aan het klokkengieten en klokkenluiden. Er worden klokken en bellen getoond uit de gehele wereld, van Europa, Amerika en Afrika tot diep in Azië. Een aantal klokken in het museum dateert van voor de Christelijke jaartelling. Daarnaast staan beiaardklavieren opgesteld en zijn ze te horen in een videopresentatie. Er zijn vier werkende klokkenspelen, de oude beiaard van Hattem, het Mobiele Carillon van Frank Steijns, de museumbeiaard in de groene museumtoren en de tuinbeiaard aan de gele sprieten. 

## De Peel
Met de Peel als een van de thema's begint de tijdlijn van het museum miljoenen jaren geleden. Die tijd uit de voormalige Peel aan zee wordt zichtbaar gemaakt aan de hand van fossielen en paleontologie. Onder de vondsten uit het gebied bevinden zich in het museum een levensgroot mammoetskelet en een gouden helm. In 2014 was er een expositie aan gewijd met de titel "Van Peelmoeras tot nationaal park" die de veranderingen in het landschap toonde met daarin de rol die de mens heeft gespeeld. Ook wordt aandacht besteed aan de cultuurhistorie van de Peel. 

## Maatschappelijk bewust

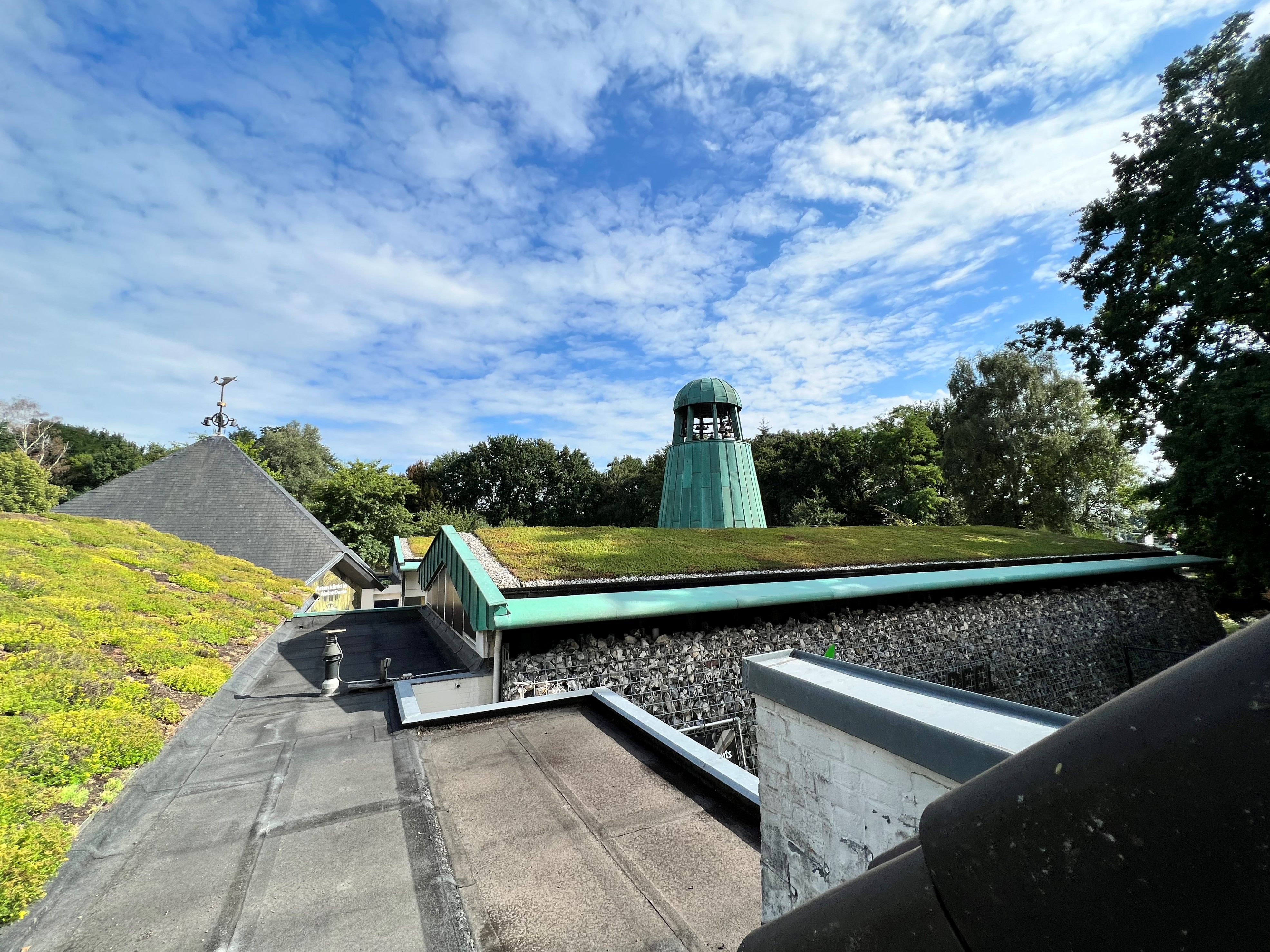
Museum met groene daken

Het museum toont zich vanuit verschillende aspecten maatschappelijk bewust. Het biedt een werkplek aan veertig mensen met een afstand tot de arbeidsmarkt. Er zijn ook nog zo'n honderdenvijftig vrijwilligers voor het museum actief.
Daarnaast richt het zich op duurzaamheid en werkt daarin onder meer samen met de Technische Universiteit Eindhoven. Twee daken van het museum zijn bedekt met vegetatie en er zijn twee zonnecentrales. Binnen wordt alleen gebruik gemaakt van spaar- en ledverlichting. Verder is er een bodemwaterproject en een installatie voor koude- en warmteopslag. 

## Geschiedenis
Grondleggers van het museum waren in 1969 de campanoloog André Lehr (1929-2007) voor de afdeling klokken, en in 1973 de bioloog Jan Vriends (1901-1992) voor de afdeling Peel. Het museum beschikt over de omvangrijkste bibliotheek en documentatie ter wereld op het gebied van klokken.

## Fotogalerij

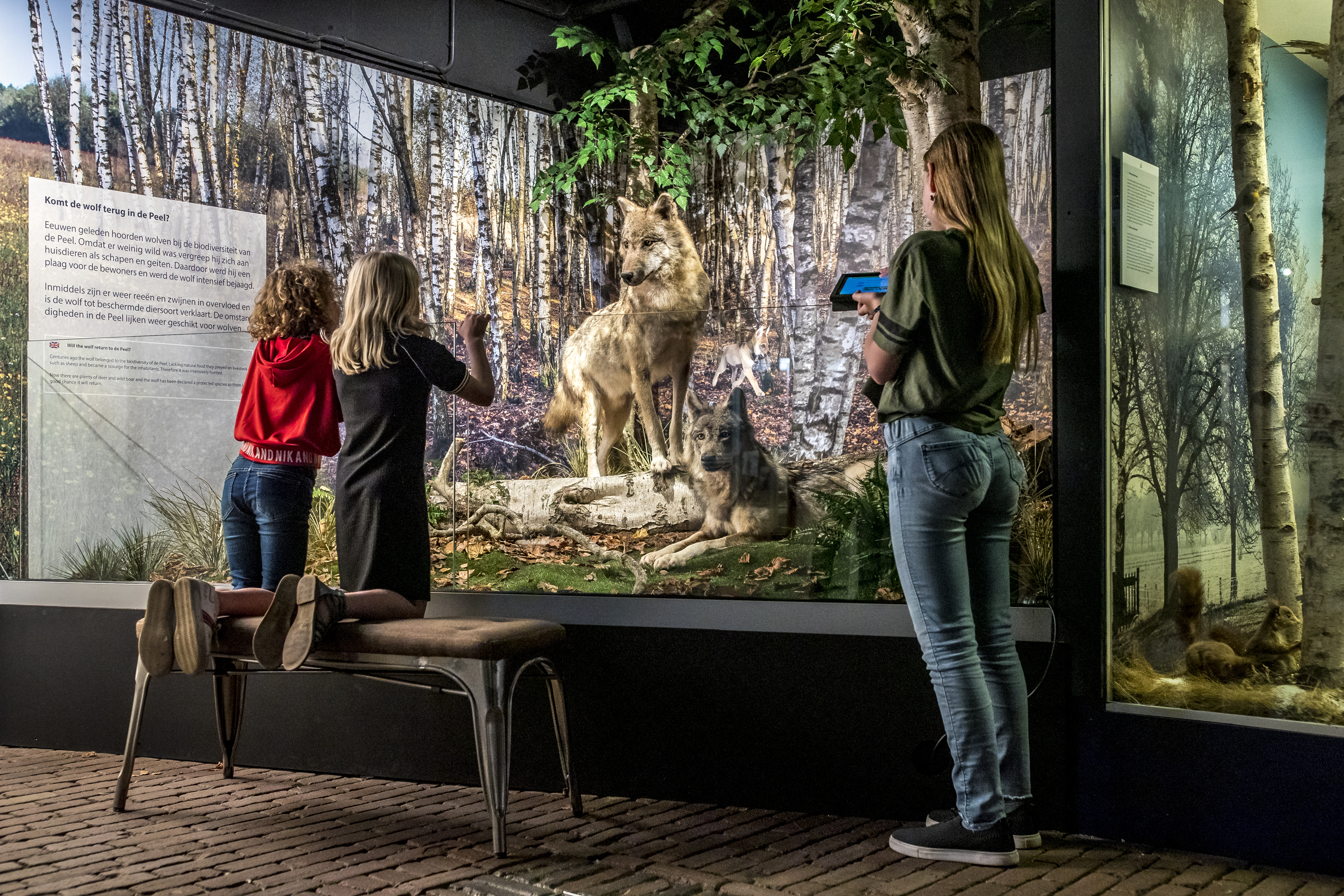
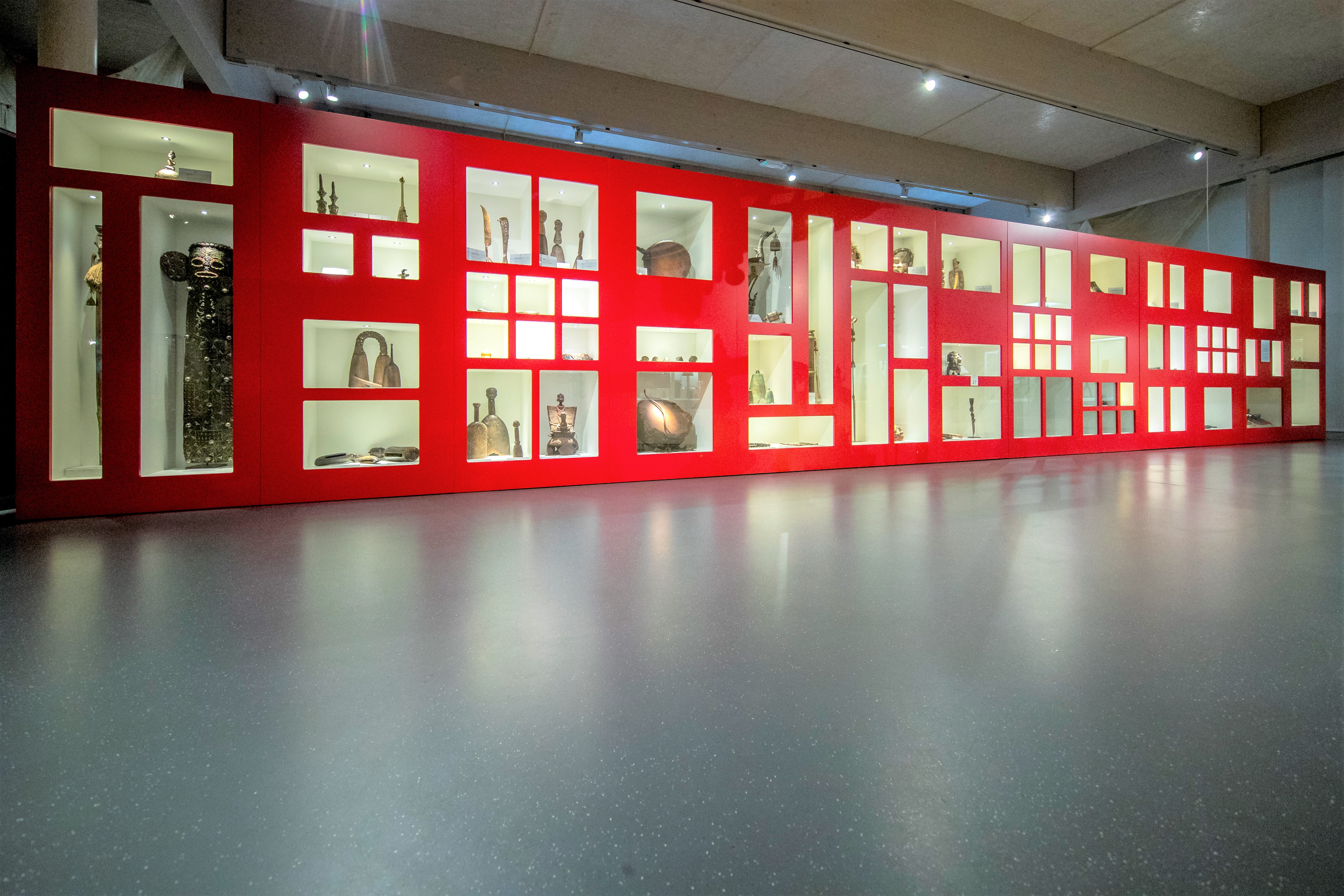
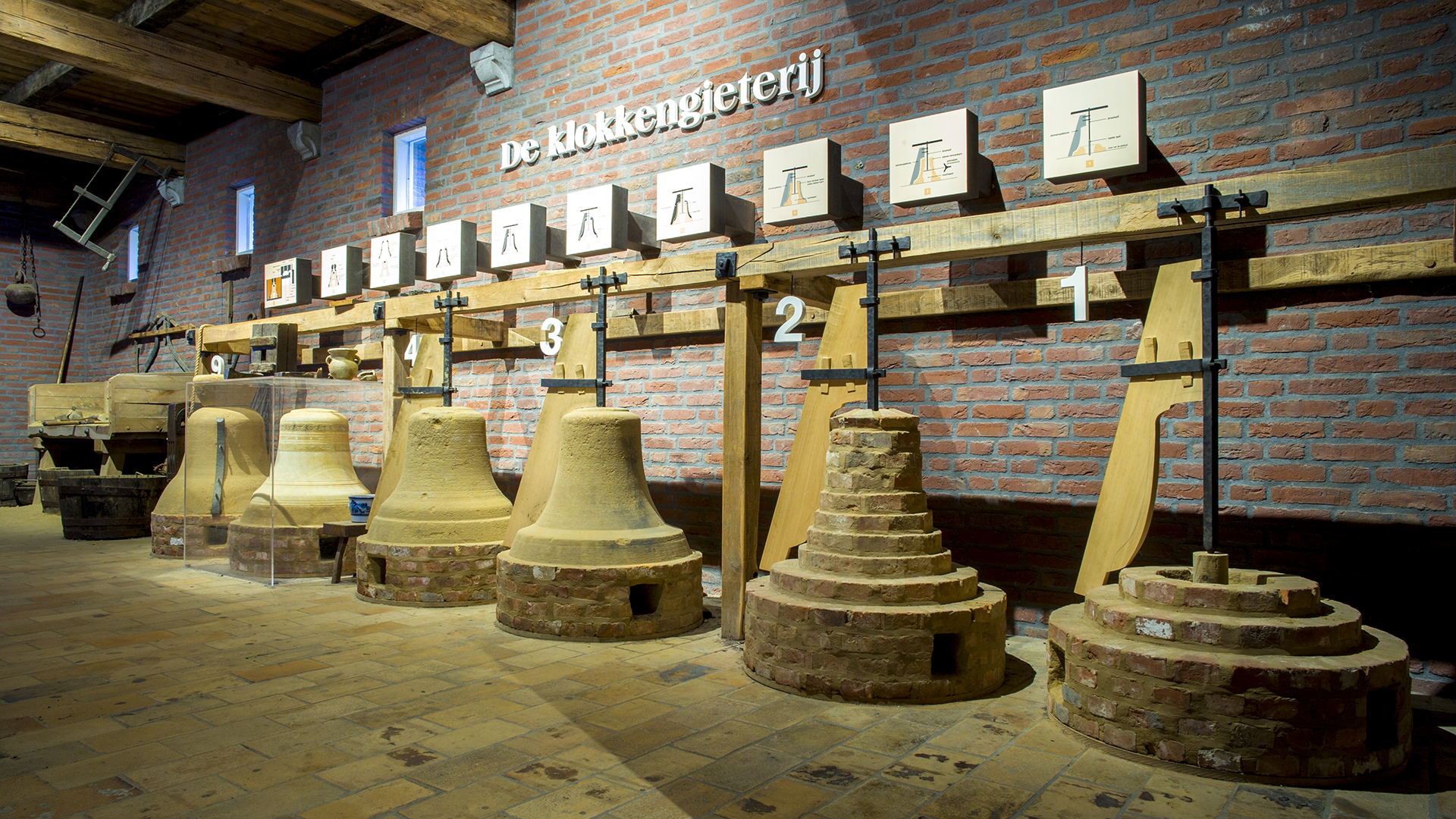
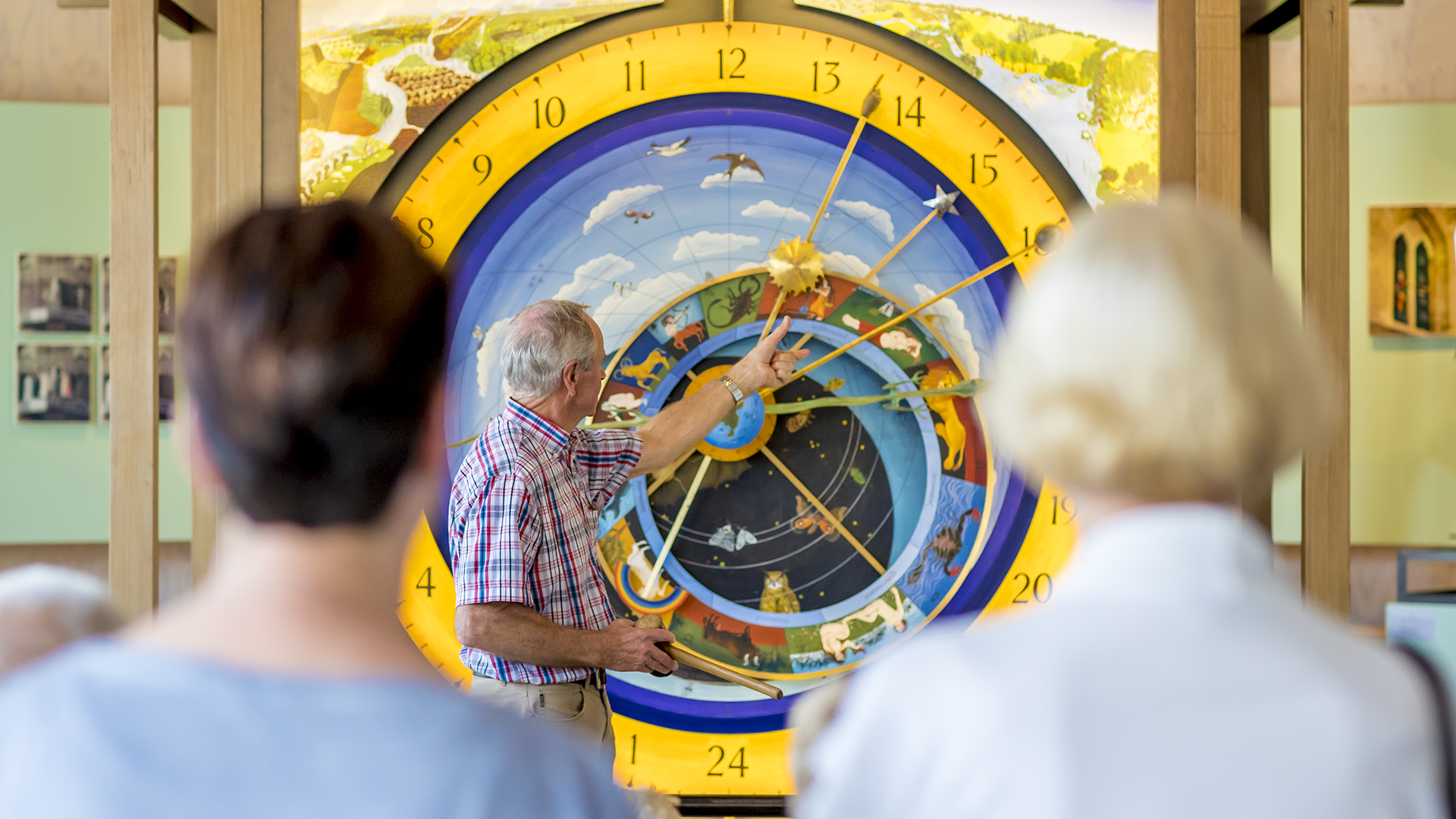
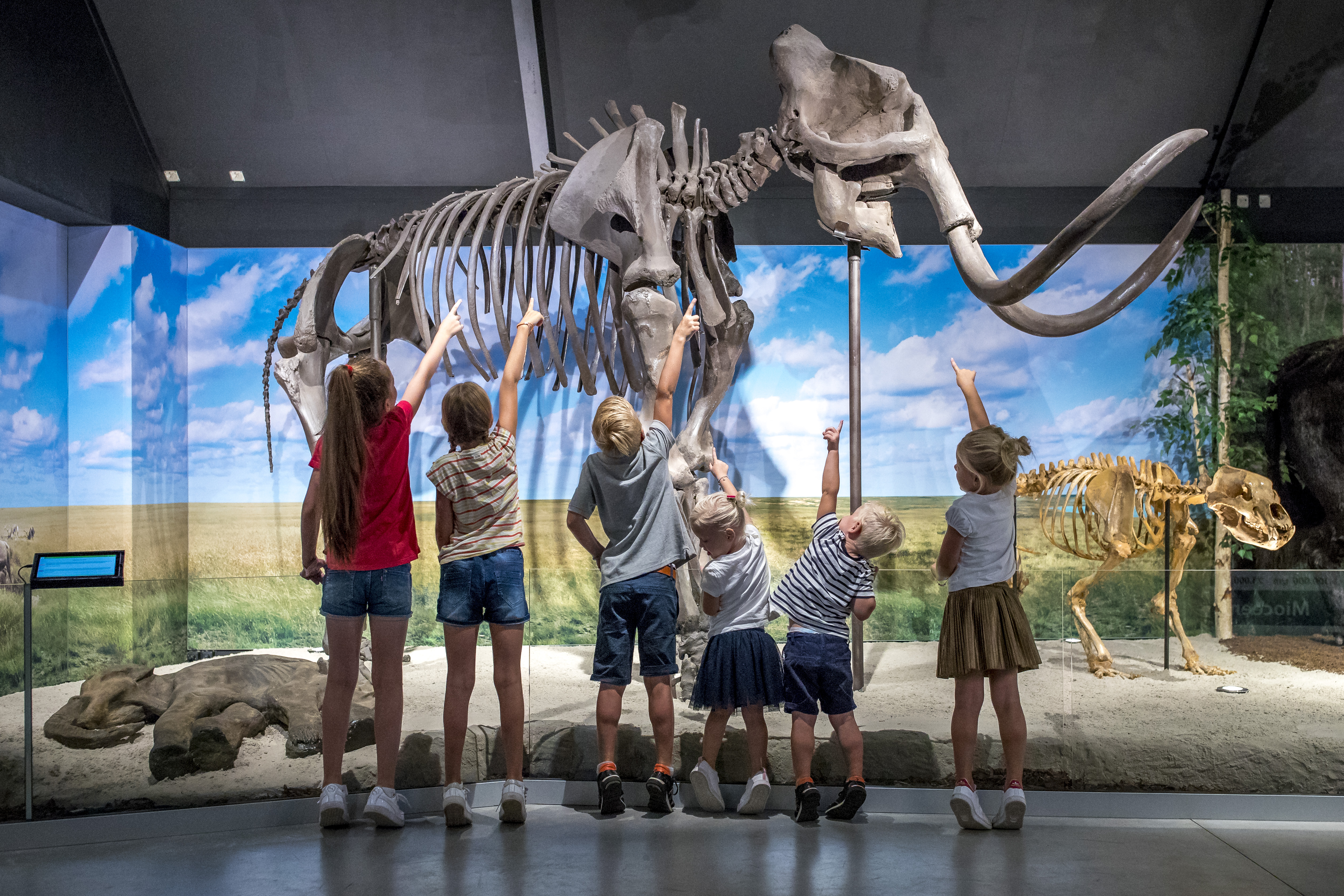
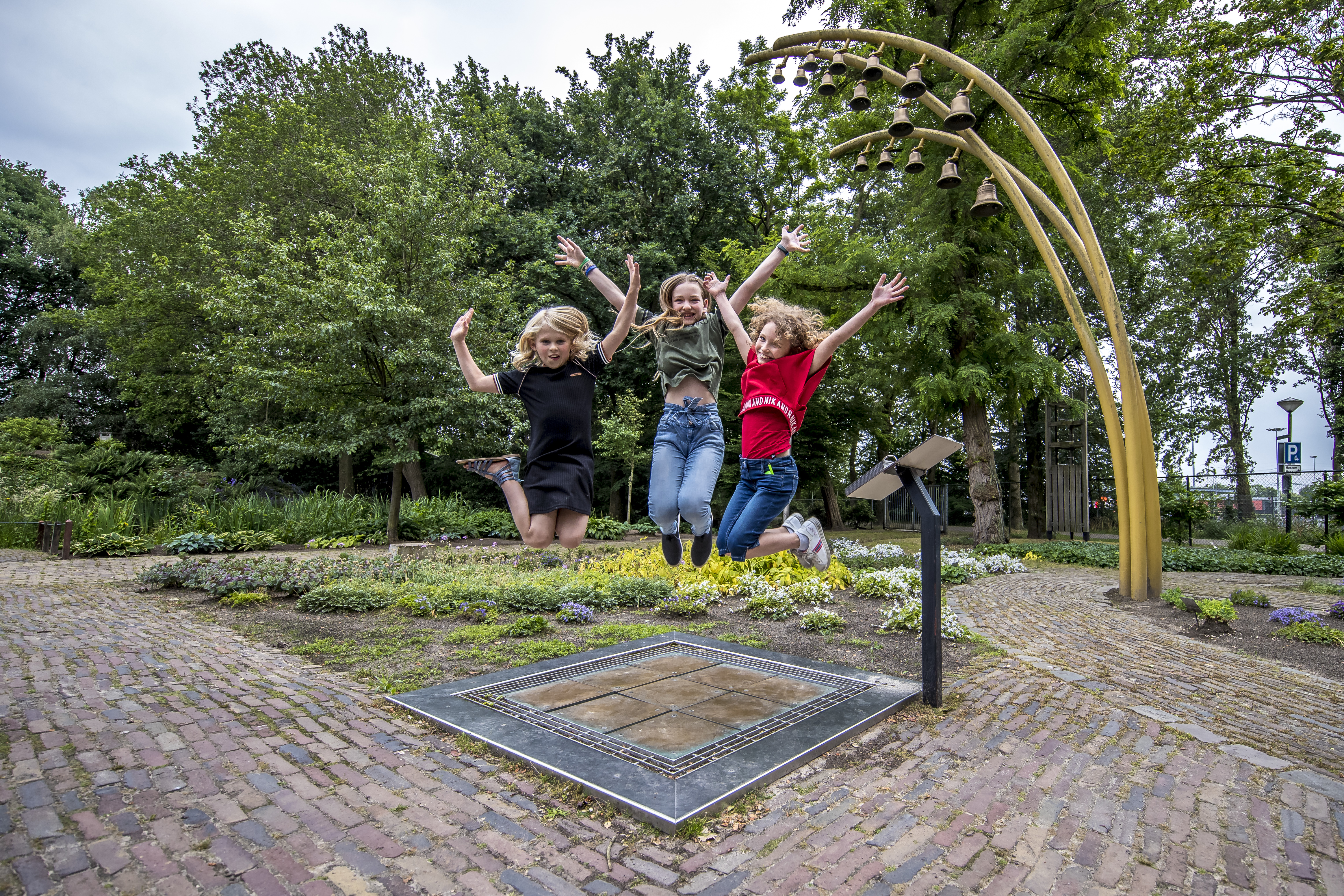
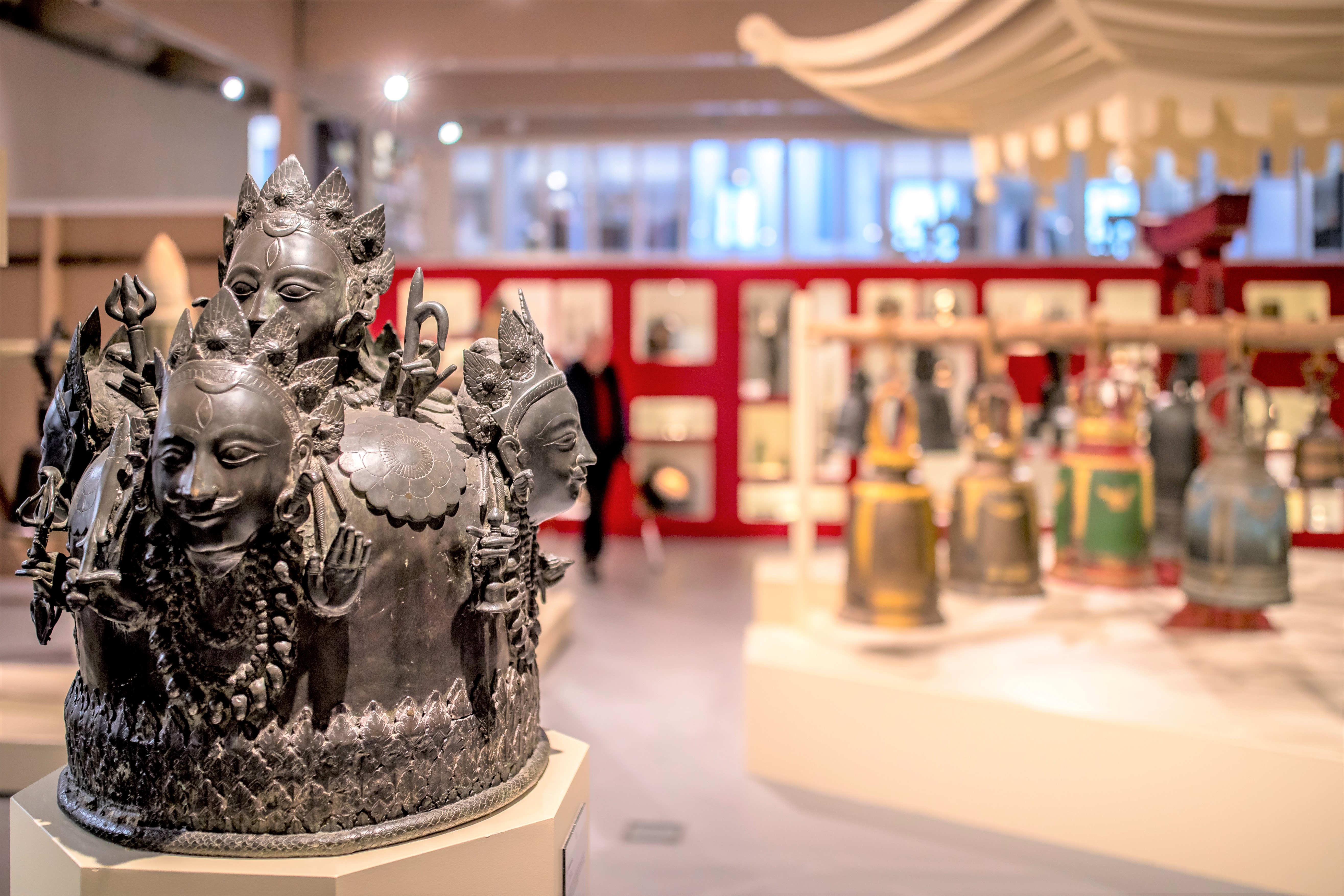

## Onderscheidingen
- 2014 - VriendenLoterij Museumprijs